# Assedio di Roma (537-538)
L'assedio di Roma fu una battaglia combattuta tra romani d'oriente (bizantini) e ostrogoti, nel corso della guerra gotica, iniziò nel marzo del 537 fino al marzo 538.

## Sfondo

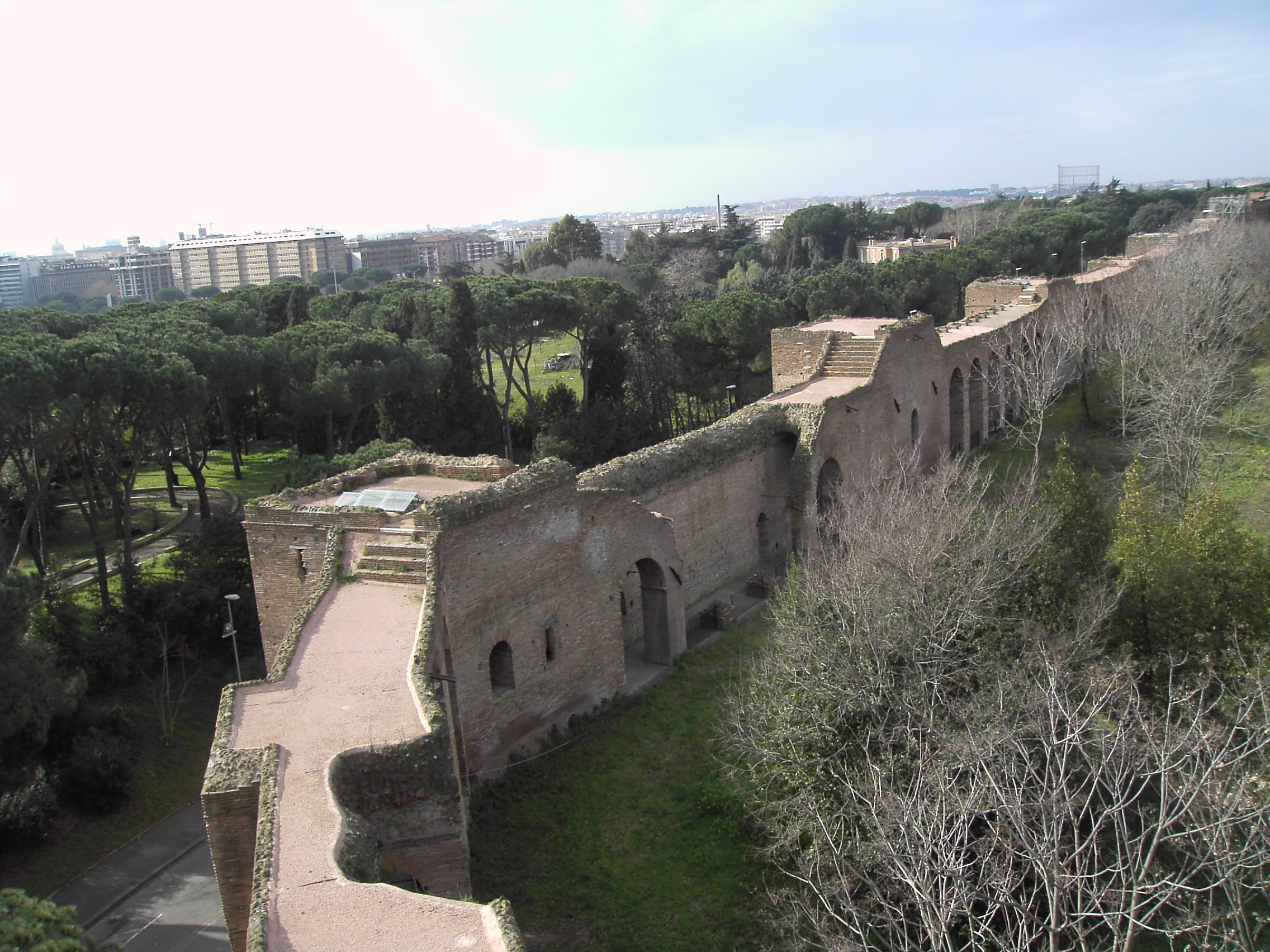
Le mura aureliane, da Porta san Sebastiano a Porta Ardeatina.

L'assedio di Roma fu una delle battaglie più importanti della prima fase della guerra gotica, ed è la parte che conosciamo meglio, grazie all'opera scritta dal consigliere giuridico di Belisario, Procopio. Questa battaglia sancisce la straordinaria bravura del generalissimo Belisario, che con poche truppe sconfiggerà gli ostrogoti, usando la superiore tecnologia dell'Impero bizantino, in confronto a quella degli ostrogoti che non avevano le capacità di combattere a disposizione dei bizantini. Belisario a Roma usò la sua tattica prediletta, che consisteva nella cosiddetta "guerra di logoramento", cioè nell'evitare il più possibile lo scontro in campo aperto con il nemico, ma nel continuare a infastidirlo con scaramucce eseguite quasi interamente da arcieri a cavallo. Una tecnica che in questo frangente si rivelò ottima, visto che gli ostrogoti avevano solo arcieri appiedati e non riuscivano ad addestrare truppe che sapessero montare a cavallo e scoccare frecce mentre galoppavano; quindi gli arcieri ostrogoti non potevano mai rispondere al saettamento nemico, perché erano assai più lenti di un arciere a cavallo, e i bizantini potevano con agio mirare ai soldati o ai cavalieri ostrogoti. Belisario per condurre tali campagne di logoramento aveva bisogno di trincerarsi in un luogo ben fortificato: Roma era adattissima per un tal genere di strategia, e gli ostrogoti erroneamente avevano lasciato che Belisario occupasse la città, consentendo di attuare al meglio i piani del generale bizantino.
Fu totalmente colpa degli ostrogoti, se il loro assedio fallì, vista la loro incapacità di condurlo, nonostante la loro superiorità numerica. Quest'ultima, tuttavia, veniva annullata dai catafratti bizantini quando scendevano in campo; il blocco navale fatto dagli ostrogoti e un tentativo di costruzione di una flotta furono poi vanificati del tutto dalla potentissima Marina bizantina, che affondò la piccola flotta ostrogota e riuscì a portare i viveri a Roma.

## Belisario entra a Roma
Mentre Vitige stringeva un'alleanza con i Franchi, cedendo loro in cambio la Gallia ad est del Rodano (la Provenza), Belisario partì da Napoli, affidando la difesa della città a trecento fanti capitanati da Erodiano. Si diresse dunque in direzione di Cuma, l'unica altra città fortificata della Campania oltre a Napoli; gli abitanti di Cuma, essendo giunti a conoscenza della sorte di Napoli costretta a subire un saccheggio per aver resistito all'esercito di Belisario e temendo di dover condividere una sorte simile se avessero opposto anch'essi resistenza, si sottomisero spontaneamente permettendo al generale bizantino di entrare in città. Dopo aver rinforzato anche Cuma con una guarnigione adeguata, Belisario, conducendo l'esercito per la Via Latina lasciando a sinistra la Via Appia, avanzò verso Roma.
A Roma, nel frattempo, la guarnigione gotica, disperando di riuscire a tenere la situazione sotto controllo, evacuò la città ritirandosi a Ravenna. Mentre Belisario entrava a Roma per la Porta Asinaria, i Goti uscivano per la Porta Flaminia. Riconquistata Roma il 9 dicembre del 536, l'anno undicesimo di regno di Giustiniano I, Belisario inviò Leuderi, comandante della guarnigione gotica, presso Giustiniano con le chiavi della città e si impegnò fin da subito a riparare le mura, in cattivo stato a causa dell'incuria: costruì dei merli, vi aggiunse un secondo bastione per proteggere i difensori dai dardi degli assalitori e le circondò di un fosso largo e profondo. In vista del lungo assedio, fece trasportare dalle campagne circostanti e dalla Sicilia un'enorme quantità di grano.
Mentre era a Roma Belisario ricevette la resa spontanea del Sannio a ovest del fiume Garigliano; già in precedenza gli abitanti della Calabria e dell'Apulia si erano sottomessi spontaneamente a Belisario. Belisario in breve tempo aveva conquistato tutta l'Italia che al di qua del Golfo Ionico si estendeva fino a Roma e al Sannio, mentre Costanziano aveva sottomesso la Dalmazia.
Belisario, venuto in possesso di tutte le adiacenze di Roma sino al fiume Tevere, le fortificò. Inviò poi Costantino alla testa di diversi guerrieri in Tuscia con lo scopo di sottomettere la provincia; ordinò inoltre a Bessa di occupare Narni, situata sempre in Tuscia. Narni fu occupata da Bessa senza opporre resistenza, e Constantino ottenne nello stesso modo la sottomissione di Spoleto, Perugia e di altre città, venendo spontaneamente accolto dai Tusci entro le proprie mura; e presidiata Spoleto, si insediò con le sue truppe a Perugia. Vitige, informato di queste conquiste, spedì in Tuscia un'armata condotta da Unila e Pissa. Costanziano li sconfisse però in una battaglia, e, fatti prigionieri i due comandanti nemici, li spedì a Roma presso Belisario. Vitige, informato della sconfitta, non volle trattenersi ulteriormente a Ravenna, dove rimaneva in attesa di Marcia di ritorno con le truppe dalla Gallia. Inviò dunque Asinario e Uligisalo con un poderoso esercito nella Dalmazia con l'obiettivo di riconquistarla, e con l'ordine di marciare verso Salona non appena giungessero le truppe barbare originarie dalla Svevia. Li munì anche di una flotta per permettere di assediare Salona per terra e per mare. Dopo aver disposto così le cose, Vitige mosse alla volta di Roma, portando con sé, a dire di Procopio, non meno di 150 000 armati, tra fanti e cavalieri, molti dei quali erano catafratti. La cifra di 150 000 soldati sembra tuttavia esagerata, e studiosi moderni l'hanno ridotta a circa 30 000 soldati.
Mentre Asinario reclutò truppe di barbari in Svevia, Uligisalo condusse la sua armata in Dalmazia venendo però sconfitto dagli Imperiali nella battaglia di Scardona e costretto a riparare nella città di Burno, dove rimase in attesa di Asinario. Nel frattempo Costanziano, informato dell'arrivo imminente di Asinario con consistenti truppe barbare, temendo per le sorti di Salona, chiamò a sé le truppe a presidio di tutte le fortezze della Dalmazia, e rinforzò le mura della città cingendole con un fosso. Ben presto Asinario e Uligisalo, unite le forze, giunsero ad assediare Salona per terra e per mare, con il supporto della flotta gotica. La flotta gotica fu però distrutta in una battaglia navale dalla superiore flotta bizantina, ma nonostante tutto i Goti continuarono l'assedio per qualche tempo, che fallì comunque.
Allorché Belisario venne a conoscenza dell'arrivo imminente dell'esercito di Vitige ad assediare Roma, fu consigliato da alcuni dei suoi ufficiali di richiamare Costantino e Bessa dalla Tuscia in modo da rinforzare l'esercito e poter difendere con maggior efficacia la Città Eterna; Belisario, tuttavia, era restio ad abbandonare le fortezze conquistate nella Tuscia, temendo che fossero conquistate dai Goti che potessero valersene contro gli Imperiali; Belisario, alla fine, ordinò ai due comandanti della Tuscia di tornare a Roma con il grosso delle loro truppe, non prima però di aver rinforzato con guarnigioni adeguate almeno le fortezze della Tuscia più importanti strategicamente, che Belisario non era affatto intenzionato a perdere. Costantino, presidiate Perugia e Spoleto, tornò repentinamente a Roma, mentre Bessa fu meno pronto ad eseguire gli ordini e fu assalito in battaglia da un esercito gotico che tentava di riconquistare Narni: Bessa li sconfisse in battaglia ma, assalito da una nuova armata gotica più consistente, fu costretto a rinserrarsi dentro le mura della città. Rinforzata la guarnigione, Bessa lasciò Narni e tornò a Roma con il grosso delle sue truppe.
Nel frattempo Vitige, rinunciata all'espugnazione sia di Perugia che di Spoleto e Narni, ritenendole troppo ostiche da espugnare essendo ben fortificate e difese, marciò verso Roma. A quattordici stadi della città giunse ad un ponte fortificato da poco da Belisario al fine di rallentare la loro avanzata e permettere agli Imperiali di trasportare nell'Urbe una quantità maggiore di provviste. Le truppe della guarnigione posta a difesa del ponte, di fronte alla superiorità numerica dell'esercito nemico, fuggirono tuttavia senza nemmeno combattere, rifugiandosi in Campania invece che a Roma in quanto temevano la punizione di Belisario.
Mentre i Goti attraversarono il Tevere senza difficoltà a causa della fuga della guarnigione, Belisario con un esercito di mille cavalieri era uscito dalla città non pensando che i Goti avessero già attraversato il fiume; fu assalito all'improvviso dall'esercito gotico e combatté tra le prime fila per respingere gli attacchi nemici, venendo assistito dal cavallo bianco che cavalcava. I Goti, ritenendo che uccidendo Belisario sarebbe stato più agevole avere la meglio sui Bizantini, tentarono di assalirlo con tutte le forze ma Belisario riuscì a respingere tutti i loro attacchi uccidendo molti guerrieri nemici. Dopo un'aspra battaglia gli Imperiali costrinsero alla fuga i Goti che, tuttavia, rinforzati da nuovi contingenti, tornarono alla controffensiva, costringendo l'esercito di Belisario a ripararsi su un colle. I Goti assalirono l'esercito di Belisario che però riuscì a fuggire e a raggiungere una porta di Roma, chiamata da allora Porta Belisaria, inseguiti dal nemico. I cittadini di Roma non volevano però aprire le porte ai soldati fuggitivi, temendo che così facendo potesse entrare anche l'esercito nemico, e anche se Belisario ordinava di farlo entrare, i suoi soldati dentro le mura non eseguirono i suoi ordini perché sul momento non lo riconobbero essendo il generalissimo coperto di polvere e sudore. Inoltre in città si era diffusa la voce falsa che Belisario fosse stato ucciso nella battaglia combattuta in quello stesso giorno. Mentre i Romani rifiutavano di aprire le porte a Belisario, non avendolo riconosciuto, giunsero in prossimità delle mura i Goti. Belisario, nella disperazione, decise che la battaglia era inevitabile e ordinò ai soldati superstiti al suo comando di assalire i Goti in una battaglia disperata. L'esercito di Belisario riuscì inaspettatamente a vincere l'esercito nemico spingendolo al ritiro. Le truppe a presidio di Roma, dopo la ritirata dei Goti dalle mura, accettarono finalmente di concedere alle truppe di Belisario di entrare in città.

## Gli ostrogoti assediano Roma

### L'inizio dell'assedio

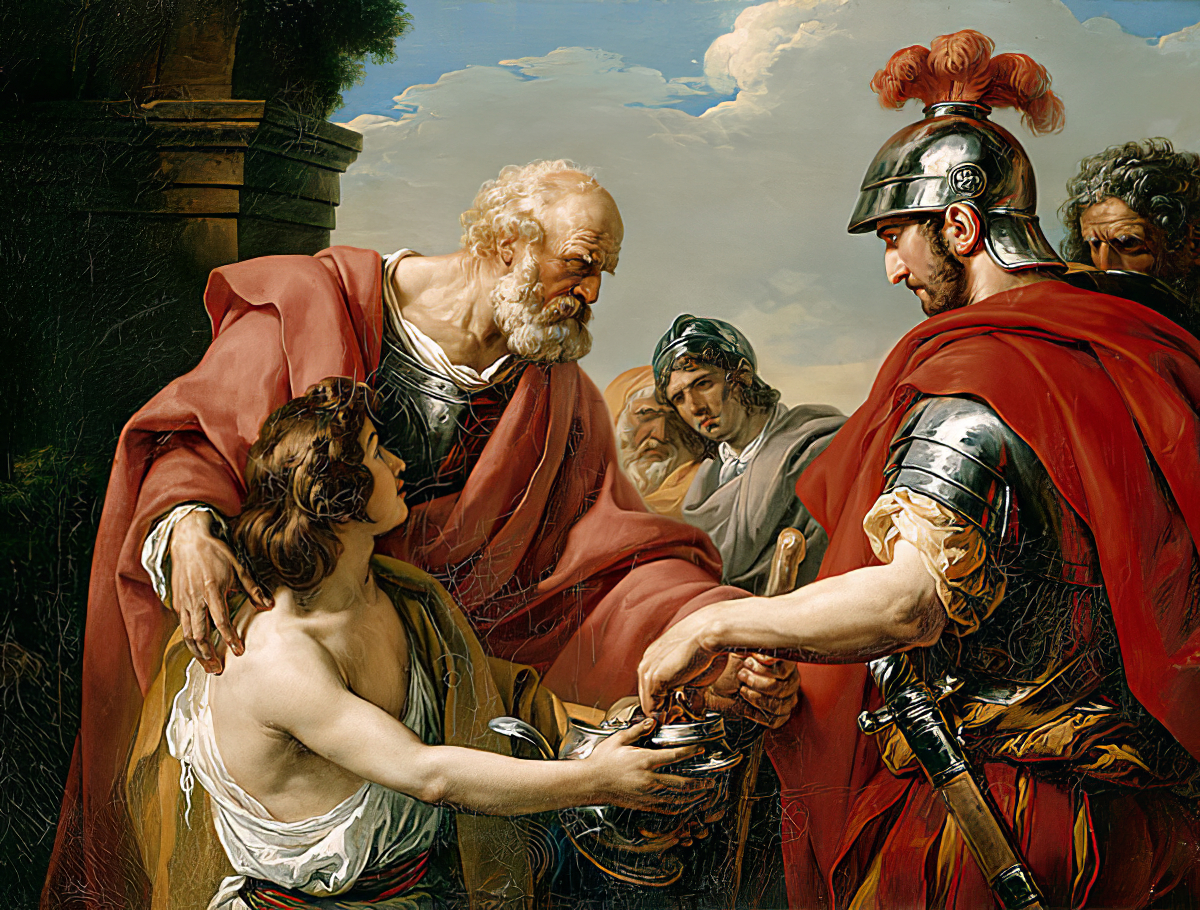
Il Bélisaire di François André Vincent, 1776. Belisario, cieco e mendicante, è riconosciuto da uno dei suoi soldati, che gli fa la carità.

Nel febbraio del 537, trentamila ostrogoti si trovavano alle porte di Roma, pronti ad assediare la città, per fermare l'avanzata dei Bizantini capitanati dal generale Belisario, e prendere il possesso dell'ex capitale dell'impero.
Belisario si trovava svantaggiato, aveva solo cinquemila uomini, non sufficienti per la difesa della città, e le mura aureliane erano facilmente espugnabili dato il loro cattivo stato.
Gli ostrogoti si posizionarono attorno alla città, costruendo sette accampamenti onde bloccare l'arrivo di rifornimenti e iniziarono i preparativi. Inoltre tagliarono i quattordici acquedotti della città per lasciare la popolazione senz'acqua.
Belisario, per fronteggiare la situazione, prese i seguenti provvedimenti:
1. per impedire ai Goti di penetrare nella città attraverso gli acquedotti (come aveva fatto Belisario stesso, tra l'altro, per espugnare Napoli pochi mesi prima), li fece ostruire con un solido muro.
2. pose a custodia delle porte uomini fidati. In particolare Belisario decise di sorvegliare egli stesso la Salaria e la Pinciana, mentre affido a Costanziano la custodia della Flaminia. Una porta venne serrata con un cumulo di pietre per impedire a chicchessia di aprirla.
3. infine decise, per provvedere ai bisogni della popolazione, di costruire dei rudimentali ma ingegnosi mulini ad acqua sfruttando le acque del Tevere. I Goti, avutene notizia da disertori, tentarono di sabotare l'invenzione gettando nelle acque del Tevere alberi e cadaveri. Belisario però riuscì a contrastare i loro tentativi di non far funzionare i mulini ad acqua con delle funi di ferro che andavano da una riva all'altra del Tevere e che impedivano agli oggetti gettati dai Goti nel fiume di proseguire oltre. In questo modo impediva inoltre ai Goti di entrare in città tramite il fiume Tevere.

I primi giorni d'assedio crearono i primi disagi della popolazione, non abituati allo stato d'assedio. Venutone a conoscenza, il re dei Goti Vitige decise di inviare a Belisario alcuni ambasciatori e Albis, che alla presenza del senato e dell'esercito, parlarono a Belisario, invitandolo ad affrontare i Goti in battaglia piuttosto che starsene rinserrato dentro le mura della città per paura di affrontarli; Belisario rifiutò. Quando gli ambasciatori goti comunicarono a Vitige l'infelice esito della loro missione, il re goto decise di attaccare le mura della città: fece dunque costruire varie macchine d'assedio come torri di legno con ruote, delle scale tanto lunghe da giungere ai merli delle mura, e quattro arieti. Belisario rispose ponendo sulle mura delle baliste, macchine da guerra molto simili alle balestre, degli onagri (macchine che gettano sassi) e altre macchine da guerra chiamate lupi.

### Il primo attacco goto
All'alba del diciottesimo giorno d'assedio gli ostrogoti attaccarono, ma la loro disorganizzazione e l'inesperienza nell'uso delle macchine d'assedio permise ai bizantini di ottenere una facile vittoria, mietendo un gran numero di vittime tra le file nemiche. L'assalto iniziò con i Goti che facevano avanzare le torri d'assedio verso le mura. Belisario ordinò allora agli arcieri di mirare di proposito ai buoi che trainavano le torri in modo da ucciderli e da impedire alle torri di essere trasportate fino alle mura; la strategia funzionò e i Goti si trovarono con un'arma inutilizzabile.
Vitige decide quindi di cambiare strategia: ad una parte del suo esercito ordinò di tenere occupato Belisario nella difesa della Porta Salaria tramite il lancio di strali sopra i merli, mentre lui e un'altra parte dell'esercito avrebbero tentato l'attacco alla Porta Prenestina, più facile da espugnare per il debole stato delle mura. Bessa e Peranio, i generali a difesa della porta e delle mura circostanti, chiesero allora aiuto a Belisario, il quale, affidata a un suo amico la difesa della Porta Salaria, andò subito a soccorrere la porta Prenestina. Belisario, vedendo le mura in cattivo stato, ordinò ai suoi uomini di non respingere il nemico: lasciò pochi uomini a difesa dei merli mentre il fior dell'esercito venne collocato vicino alla Porta. I Goti, entrati da un foro nelle mura, vennero qui sconfitti e costretti alla fuga. Le loro macchine d'assedio vennero date alle fiamme.
Un'altra parte dell'esercito goto assalì nel frattempo la Porta Aurelia, difesa da Costantino. Quest'ultimo aveva con sé pochissimi uomini in quanto il Tevere, che scorreva vicino alla porta e al muro, sembrava proteggerlo abbastanza da un assalto goto e si preferì lasciare ben difesi parti di mura più importanti. I Goti, valicato il Tevere, assaltarono la Porta e il Muro con ogni macchina d'assedio di sorta (soprattutto scale) e tirando frecce contro gli Imperiali. Gli Imperiali sembravano disperare: le baliste erano inutilizzabili in quanto erano a lunga gittata e quindi erano inservibili per colpire nemici molto vicini alle mura; i Goti erano in superiorità numerica; e stavano appoggiando le scale per valicare le mura. I Bizantini però non si persero d'animo e, facendo a pezzi molte delle più grandi statue, le gettarono dalle mura contro i nemici. La tattica ebbe successo e i nemici iniziarono a indietreggiare; allora gli Imperiali, rinvigoriti, attaccarono con maggior foga attaccando i Goti con frecce e pietre. I Goti, respinti, non attaccarono più, almeno per quel giorno, la porta Aurelia.
I Goti provarono allora ad attaccare la Porta Trasteverina ma il generale bizantino Paolo riuscì a respingerli senza problemi. Rinunciato all'attacco della Porta Flaminia, protetta da un suolo dirupato e dal generale bizantino Ursicino, i Goti attaccarono allora la Porta Salaria subendo gravi perdite. Giunse infine la notte e la battaglia si concluse con la vittoria bizantina sui Goti. Curiosamente i Goti non attaccarono una parte delle mura non riparata da Belisario per la superstizione dei suoi uomini (essi dicevano che per via di una leggenda sarebbe stato San Pietro in persona a proteggerle dai Goti): se avessero deciso di attaccarle, forse la battaglia sarebbe finita in modo diverso per loro.

### Provvedimenti di Belisario per la difesa dell'Urbe
Ma la vittoria non servì a rompere l'assedio, e Belisario sapeva che il suo esercito era comunque di gran lunga inferiore a quello degli Ostrogoti, così decise di inviare un messaggero all'imperatore Giustiniano I per chiedere rinforzi:
Il giorno dopo la battaglia si vide costretto ad effettuare delle scelte drastiche per migliorare la difesa dell'Urbe come far uscire dalla città tutti coloro che non erano in grado di brandire un'arma (tra questi vi erano le donne e i bambini), che vennero trasferiti temporaneamente a Napoli. La decisione di far uscire dalla città le persone non in grado di combattere era dovuta alla volontà di far durare il maggior tempo possibile le scorte di cibo utilizzandole solo per sfamare le persone in grado di combattere, mentre gli altri, trasferendosi a Napoli, venivano comunque sfamati. Le persone trasferite a Napoli vi giunsero o per via mare o seguendo la Via Appia, senza venire attaccata dai Goti in quanto, essendo Roma una città di vastissima estensione, i Goti non erano riusciti a circondarla tutta quanta, quindi bastò uscire da una via distante dagli accampamenti goti.
Proprio per questi motivi fu possibile introdurre a Roma scorte di cibo per parecchi giorni senza essere notati dai Goti. E, durante la notte, capitava di sovente che i Mauri, soldati foederati dell'Impero, facessero delle sortite contro gli accampamenti goti, uccidendone alcuni durante il sonno e spogliandoli. Belisario nel frattempo notò la sproporzione tra l'estensione delle mura e il numero dei soldati che le dovevano sorvegliare e decise di risolvere il problema obbligando gli abitanti rimasti a diventare soldati e far ronda sulle mura aureliane. Prese delle severe precauzioni per assicurarsi della fedeltà dei suoi uomini: cambiava due volte al mese gli ufficiali posti a custodia delle porte della città, ed essi venivano sorvegliati da cani e altre guardie per prevenire un eventuale tradimento.
In quei giorni i Bizantini deposero Papa Silverio, accusato di parteggiare con i Goti, e lo spedirono in esilio in Grecia. Venne eletto al suo posto Vigilio, gradito dall'Imperatrice Teodora. Vennero espulsi, per lo stesso motivo, alcuni senatori.

### La conquista di Porto e i problemi arrecati ai Romani
Nel frattempo Vitige decise per rappresaglia di uccidere i senatori romani rifugiatisi a Ravenna
all'inizio della guerra. Inoltre, per tagliare i contatti degli assediati con l'esterno, impedendo così loro di ricevere scorte di cibo e acqua, decise di conquistare Porto, lontana circa 20 stadi, la distanza che separa Roma dal Mediterraneo. Dunque, trovatala senza presidio, i Goti occuparono Porto, sterminando la popolazione locale e arrecando grossi problemi agli assediati in quanto a Porto giungevano principalmente le scorte di cibo necessarie per resistere all'assedio. I Romani furono quindi costretti a recarsi ad Ostia per rifornirsi di cibarie, facendo tra l'altro molta fatica in quanto abbastanza lontana da Roma a piedi.

### Scontri sotto le mura
Venti giorni dopo la conquista ostrogota di Porto, arrivarono a Roma i primi rinforzi inviati da Giustiniano: i generali Valentiniano e Martino alla testa di mille e cinquecento cavalieri, per lo più Unni, ma comprendenti anche Sclaveni ed Anti, popolazioni alleate dell'Impero residenti oltre Danubio. Belisario, confortato dall'arrivo di rinforzi, decise di adoperare una tattica di guerriglia, approfittando della superiorità degli arcieri bizantini per logorare le forze nemiche: ordinò ad una sua lancia, comandata da Traiano, di attaccare, alla testa di duecento pavesai, i Goti, impedendo ai suoi di combatterli da vicino con la spada o con l'asta, e permettendo loro di adoperare solo l'arco; finite le frecce i soldati bizantini sarebbero riparati dietro le mura. Traiano, ricevuto l'ordine, prese i 200 pavesai e uscì con essi dalla Porta Salaria, dirigendosi verso il campo nemico. I barbari, sorpresi dall'arrivo dei 200 pavesai, si gettarono fuori degli steccati per assalire le truppe di Traiano, dispostosi sulla sommità di una collina per ordine di Belisario. I pavesai di Traiano cominciarono a colpire i nemici con le frecce, uccidendone almeno mille, per poi ripararsi dentro le mura. Visto che la tattica di guerriglia cominciava a dare i suoi frutti, infliggendo gravi perdite all'armata nemica, Belisario, alcuni giorni dopo, inviò trecento pavesai guidati da Mundila e Diogene, per attaccare allo stesso modo, adoperando solo l'arco, gli Ostrogoti, infliggendo così loro delle perdite persino peggiori rispetto al primo scontro. Belisario, incoraggiato, inviò altri trecento pavesai sotto il comando di Oila, i quali inflissero ulteriori perdite ai Goti; in tre scontri sotto le mura, gli arcieri di Belisario erano riusciti a uccidere, secondo Procopio, ben 4 000 Goti.
Vitige, allora, volendo adoperare la stessa tattica di Belisario, ordinò a cinquecento cavalieri di avvicinarsi alle mura, e di fare all'esercito di Belisario la stessa accoglienza che essi avevano ricevuto. I cinquecento cavalieri goti, saliti su un'altura non distante da Roma, furono però attaccati da 1 000 arcieri scelti bizantini posti sotto il comando di Bessa, i quali, attaccando con un nugolo di frecce i guerrieri goti, inflissero loro pesanti perdite, costringendo i pochi superstiti a fuggire negli accampamenti goti, dove furono pesantemente rimproverati per il loro fallimento da Vitige. Il giorno successivo, adoperando diversi combattenti e la stessa tattica, Vitige sperava che il successo avrebbe forse arriso ai Goti. Due giorni dopo Vitige inviò altri cinquecento Goti, selezionati da tutti i suoi campi, contro il nemico; Belisario, accortosi del loro arrivo, inviò a combatterli Martino e Valeriano alla testa di mille e cinquecento cavalieri, i quali inflissero pesanti perdite agli Ostrogoti.
Procopio spiega i motivi per cui la tattica di guerriglia di Belisario aveva successo: Belisario, infatti, si era accorto del tallone di Achille dell'esercito ostrogoto, e stava provando a sfruttarlo: infatti, mentre "quasi tutti i Romani, gli Unni ed i confederati loro sono valentissimi arcieri a cavallo", i cavalieri ostrogoti al contrario non sapevano combattere con l'arco, venendo addestrati a maneggiare le sole aste e spade; per questo motivo, negli scontri non in campo aperto, gli arcieri a cavallo bizantini, approfittando della loro abilità nell'arco, riuscivano ad infliggere pesanti perdite al nemico.

### Battaglia in campo aperto
Successivamente, gli Imperiali, esaltati delle vittorie riportate, erano smaniosi di combattere contro l'intero esercito ostrogoto, convinti di esserlo in grado di vincerlo in una decisiva battaglia campale. Belisario, al contrario, constatando il grandissimo divario esistente ancora tra Bizantini e Ostrogoti, esitava a esporre tutte le truppe e con prudenza cercava di scontrarsi solo con piccole sortite, con azioni di guerriglia ma mai scontrandosi con il nemico in campo aperto. Furono tante le voci di protesta contro la tattica prudente e accorta adoperata da Belisario, e tanta l'insistenza dell'esercito a scontrarsi con il nemico in campo aperto, che Belisario alla fine cedette, e diede loro il permesso di battersi con gli Ostrogoti in campo aperto.
Dopo un discorso alle truppe, Belisario condusse fuori l'esercito attraverso le porte Pinciana e Salaria, facendo uscire un piccolo reggimento da quella Aurelia con ordine di giungere al campo di Nerone in sostegno di Valentino, comandante della cavalleria, senza attaccare battaglia, né accostarsi allo steccato gotico; avrebbe piuttosto dovuto dare mostra di volere assalire il nemico, e impedire che i Goti non corressero, valicato il vicino ponte, a rafforzare gli altri corpi. Alcuni appartenenti al popolo romano si erano uniti all'esercito bizantino come volontari, ma Belisario decise di non schierarli perché temeva, che essendo inesperti nella guerra, fuggissero impauriti all'avvicinarsi del pericolo, creando scompiglio e compromettendo la battaglia. Formatone pertanto un corpo separato, li mandò alla porta Pancraziana di là dal Tevere, dove sarebbero rimasti in attesa di nuovi ordini. Belisario era intenzionato inoltre a combattere in quel giorno con la sola cavalleria, rinforzata da molti dei suoi fanti che avendo tolto i cavalli ai nemici erano divenuti cavalieri. Inoltre riteneva i rimanenti fanti, pochi di numero e quindi non idonei al combattimento con le soverchianti truppe nemiche. Ma Principio, la sua lancia preferita, e Termuto isauro, fratello di Enna capitano degli Isauri, convinsero Belisario a disporre che parte della plebe romana vegliasse a difesa delle porte, dei merli e delle macchine, e di schierare i fanti in battaglia vicino alle mura, agli ordini di Principio e Termuto, affinché intimoriti dal pericolo non trasmettessero il panico al grosso dell'esercito ed in modo che se qualche drappello di cavalieri voltasse le spalle al nemico non potesse allontanarsi, ma riorganizzatosi tornasse a respingere il nemico.
Nel frattempo, Vitige, comandato ai Goti di armarsi, lasciando nelle trincee i soli malati, ordinò a parte delle truppe di rimanere nel campo di Nerone e di difendere il ponte per non essere attaccati dal nemico da quella parte. Vitige schierò l'esercito collocando nel centro le coorti dei fanti ed alle ali i cavalieri. Tenne lo schieramento quanto più possibile vicino agli steccati sperando che, non appena volto in fuga il nemico, i suoi lo avrebbero inseguito e annientato senza incontrare resistenza a causa della grandissima disparità di forze tra i due eserciti.
Al sorgere dell'alba, dunque, cominciò la battaglia tra Imperiali e Ostrogoti: la fortuna, sulle prime, arrise agli imperiali, ma, sebbene molti Goti cadessero vittime delle frecce nemiche, questi continuavano a battersi, potendo rimpiazzare rapidamente i caduti con nuove truppe grazie alla superiorità numerica. Gli Imperiali invece, di gran lunga inferiori di numero, nel pomeriggio, decisero di tornare in Roma, approfittando della prima buona occasione. In quella battaglia tre soldati dell'esercito bizantino si segnalarono particolarmente per le loro gesta individuali: Atenodoro (di stirpe isaurica e lancia di Belisario), Teudorito e Giorgio (lance di Martino ed originari della Cappadocia), i quali uccisero con l'asta molti barbari. Nel campo di Nerone, nel frattempo, per lungo tempo, entrambe le fazioni stettero a controllarsi a vicenda, mentre i Mauri alleati dell'Impero molestavano continuamente i Goti con attacchi con i dardi, e gli assaliti non osavano contrattaccare «per tema che le turbe della romana plebe, collocate a breve distanza e presupposte schiere di fanti, rimanessersi cola di pie fermo a macchinare insidie, e ad attendere l'ora d'inseguirli alle spalle, per distruggere quanti ne avessero intercettati con sorpresa di schiena e di fronte». Era giunto il pomeriggio quando l'esercito bizantino si scagliò contro i Goti, i quali, sopraffatti dall'urto improvviso ed inopinatamente messi in fuga, non potendo riparare nelle proprie trincee, salirono le vette dei colli vicini, dove erano schierate molte truppe di Belisario, che tuttavia non erano tutte esperte nelle armi, anzi il più di esse erano costituete dalla plebe di Roma arruolatasi come volontari; per cui, essendo Belisario assente, molti nocchieri e bagaglioni alla coda dell'esercito, bramosi di prender parte al combattimento, si erano mescolati con le truppe, e pur costoro riuscirono a mandare in fuga gli Ostrogoti. Sennonché, la confusione creata nell'esercito bizantino, a causa della mescolanza dei nocchieri e dei bagaglioni, fu deleteria per l'esercito imperiale, perché i soldati non udivano più la voce di Valeriano, che cercava di incoraggiarli, né cercavano di uccidere i nemici, né venne loro in mente di tagliare il vicino ponte in modo da impedire che Roma, tolta ai Goti l'opportunità di trincerarsi di qua dal fiume Tevere, fosse poi dall'una e dall'altra parte assediata. Non venne loro nemmeno l'idea, una volta valicato il ponte, di prendere alle spalle coloro che, sulla riva opposta, combattevano contro Belisario, secondo Procopio, se avessero avuto quest'idea, avrebbero messo in fuga gli Ostrogoti. Al contrario, gli Imperiali, impadronitisi del campo nemico, volsero ogni loro premura al saccheggio del bottino nemico, causando la reazione dell'esercito ostrogoto, che, dopo aver visto da sopra le alture gli imperiali mentre erano dediti a saccheggiare la loro roba, si fiondarono sul nemico, arrestando il depredamento delle robe loro, uccidendone molti e scacciandone il resto.
Al succedere di tali faccende nel campo di Nerone, un altro esercito ostrogoto, che si trovava vicino ai suoi steccati e protetto dagli scudi, respingeva coraggiosamente il nemico, infliggendogli enormi perdite sia per quanto riguarda gli uomini che per i cavalli. Costretti pertanto ad abbandonare l'ordinanza, i soldati imperiali, disperati per l'enorme disparità di forze a tutto loro svantaggio, subirono l'assalto nemico: i cavalieri ostrogoti del corno destro lo assalirono furiosamente con le aste costringendolo a riparare verso i fanti; sennonché, rotti con eguale impeto i fanti, anch'essi fuggirono insieme ai cavalieri, per cui tutto l'esercito bizantino cominciò a ripiegare in ritirata, inseguito e molestato dal nemico. Principio e Termuto, con la loro piccola schiera di fanti, si comportarono in modo davvero coraggioso, continuando a combattere fino alla fine contro il nemico nonostante la notevole disparità di forze: Principio si spense dopo aver ucciso ben quarantadue guerrieri nemici; Termuto, invece, armatesi entrambe le mani con due dardi isaurici, continuò a combattere fino alla fine nonostante le numerose ferite subite, anche perché confortato dall'arrivo del fratello Enne con parecchi cavalieri, prima di ritirarsi verso la porta Pinciana. Varcata tuttavia la soglia della porta Pinciana, Termuto cadde per le numerose ferite ricevute, e, ritenuto deceduto dai suoi compagni, fu condotto a Roma sopra uno scudo, dove, dopo due giorni, perì per davvero. I Romani, avviliti per la sconfitta e intenti unicamente alla difesa della città, serrate le porte, negavano di accogliere i fuggitivi per il timore che così potesse entrare anche il nemico. I Goti, in principio, incoraggiati dallo scarso numero di guerrieri a difesa dei merli, continuavano la battaglia nella speranza di uccidere tutti coloro che erano rimasti fuori dalla città, e mandare in fuga l'interno presidio: ma, una volta notato successivamente che le mura erano in realtà cinte da una folta corona di soldati e di cittadini, si scoraggiarono, e abbandonarono i loro piani bellicosi, ponendo fine alla battaglia.

### Nuovi scontri sotto le mura
Gli imperiali, dopo la sconfitta subita in campo aperto, ripresero l'antica tattica di infliggere perdite al nemico con piccole sortite di arcieri a cavallo fuori le mura, e in questo modo più volte vinsero i Goti. Procopio narra che nella prima sortita fuori le mura Bessa, armato di asta, uccise tre valorosi cavalieri goti, volgendone in fuga il resto. In un'altra occasione, verso la sera, Costantino, mandati i suoi guerrieri Unni contro il campo di Nerone e oppresso dal nemico in netta superiorità numerica, riuscì a fuggire e a salvarsi usando uno stratagemma: fece saltare giù dal cavallo i suoi Unni e alla testa loro trovò riparo in una di quelle vie anguste di un anfiteatro che un tempo ospitava combattimenti tra gladiatori; da quel luogo gli arcieri a cavallo unni riuscirono a infliggere pesanti perdite al nemico scoccando frecce. I Goti tentarono di resistere per qualche tempo, nella speranza che gli arcieri a cavallo Unni avrebbero esaurito le frecce, in modo da poterli agevolmente circondare, vincere e condurre prigionieri nei propri accampamenti. Avendo però perso più della metà dei propri soldati, i Goti decisero di ritirarsi e di tornare nei propri accampamenti, subendo ulteriori perdite durante la ritirata. Superato così il pericolo Costantino ricondusse di notte le proprie truppe a Roma.
Pochi giorni dopo le truppe imperiali, guidate da Peranio, uscirono dalla Porta Salaria per assalire l'accampamento goto nelle vicinanze. Procopio narra che uno dei fanti imperiali precipitò in un'alta buca, nelle quali un tempo i contadini, secondo l'opinione di Procopio, vi riponevano il frumento. Non potendo urlare essendo vicino il nemico, decise di passarvi la notte. Il giorno successivo cadde nella stessa buca un soldato goto. I due soldati nemici, capitati nella stessa buca, insolitamente si abbracciarono, giurandosi a vicenda che l'uno avrebbe permesso la salvezza dell'altro; entrambi dunque cominciarono a urlare, venendo uditi dai Goti che risposero chiedendo chi fosse colui che chiedeva aiuto. Il soldato imperiale si mantenne in silenzio, mentre l'altro, esprimendosi in lingua gotica, supplicò loro di calare una fune. Il soldato imperiale insistette sul fatto che fosse il primo a salire, in quanto temeva che, se fosse salito per prima il soldato goto, i suoi commilitoni goti, una volta salvato il loro compagno, avrebbero rifiutato di tirarlo fuori essendo un loro nemico. I Goti, vedutolo, rimasero sorpresi, ma, informati della faccenda, tirarono fuori dalla buca il loro commilitone e permisero al soldato imperiale di tornare nell'Urbe sano e salvo. Si ebbero poi altre piccole sortite fuori le mura, terminate sempre con successi imperiali.
Procopio riferisce che nel corso di una battaglia nei pressi del campo di Nerone, un unno di nome Corsamante, lancia di Belisario, inseguì con le poche truppe a sua disposizione un modesto reggimento di settanta barbari ma nel corso dell'inseguimento fu abbandonato dalla sua scorta, che lo lasciò solo a incalzare i fuggitivi. I Goti tentarono di approfittarne, spronandogli contro i cavalli, ma Corsamante respinse i loro assalti per almeno tre volte, e, dopo averli molestati da solo fino al vallo, rientrò nelle mura. Qualche tempo dopo, Corsamante, ferito nel corso di una battaglia alla tibia sinistra da una freccia, fu costretto ad alcuni giorni di forzato riposo. Non appena ripresosi, un giorno, mentre sedeva al desco e aver bevuto, deliberò di assalire i Goti da solo per vendicare la ferita alla tibia. Si avviò alla Porta Pinciana, dove persuase le guardie che era stato mandato per ordine di Belisario all'accampamento nemico, ed esse, credendogli, gli aprirono le porte permettendogli di uscire. I Goti, vedendolo avvicinarsi in lontananza, all'inizio lo scambiarono per un disertore, ma, vedutolo sciogliere l'arco, gli mandarono contro venti soldati. Alla fine Corsamante, accerchiato dal nemico, fu ucciso. Belisario e l'esercito imperiale, informati della perdita di Corsamante, ne piansero la morte.

### L'arrivo di Eutalio con il soldo
Nel frattempo, in prossimità del solstizio d'estate, Eutalio, partito da Costantinopoli con l'incarico di portare il soldo ai soldati imperiali in Italia, giunse a Terracina. Temendo di essere intercettato lungo la via dai Goti, perdendo così denaro e vita, scrisse a Belisario chiedendogli una scorta durante il viaggio di andata a Roma. Belisario accolse la sua richiesta scegliendo cento guerrieri di provato valore e aggiungendovi due lance della propria guardia personale, e ordinando loro di scortare Eutalio a Roma con il soldo destinato ai soldati. Belisario fece inoltre in modo che i Goti vivessero nella certezza di un imminente assalto con tutto l'esercito, in modo da renderli guardinghi e scongiurare una loro eventuale uscita in drappelli dai loro accampamenti, ad esempio per foraggiare. Informato inoltre che Eutalio sarebbe giunto verso sera, impose ai suoi soldati di rimanere armati alle porte nel corso della mattina, e, arrivato il pomeriggio, ordinò che rientrassero; i Goti fecero altrettanto, persuaso che la battaglia fosse stata rinviata al giorno successivo.
Nel frattempo Belisario aveva inviato Martino e Valeriano con le loro truppe al Campo di Nerone, con l'incarico di tenere impegnati i nemici. Altri seicento guerrieri uscirono dalla Porta Pinciana sotto il comando del persiano Artasire, dell'unno Boca e del trace Cotila, assalendo l'accampamento nemico. Seguì uno scontro equilibrato, con pesanti perdite da ambedue le parti. Alla fine i Goti batterono in ritirata, incalzati da Cutila. Nel frattempo al Campo di Nerone l'esercito di Valeriano e Martino, messo alle strette dai Goti in netta superiorità numerica, fu rinforzato dall'arrivo dei soldati di Boca, che, non appena tornati dall'altra battaglia presso la Porta Pinciana, ricevettero l'ordine da parte di Belisario di accorrere in soccorso dell'esercito di Valeriano e Martino. I Goti furono messi in fuga, ma Boca, nell'incalzarli, fu circondato da dodici astati goti, subendo delle ferite ma salvandosi momentaneamente per l'intervento in suo soccorso di Valeriano e Martino, che misero in fuga il nemico. Essi tornarono entro le mura, portando entrambi per la briglia il cavallo di Boca. Nel corso della notte giunse Eutalio con il soldo destinato ai soldati. Si tentò nel frattempo di medicare i feriti, ma non si poté far niente per Cutila e Boca, che perirono in breve tempo (Boca dopo tre giorni di agonia) per le letali ferite ricevute nel corso della battaglia. Piccoli scontri fuori le mura di modesta rilevanza avvennero anche nei giorni successivi, e Procopio ne contò 77 nel corso dell'intero assedio (non comprese le ultime due).

### Blocco della città
Gli Ostrogoti, per impedire l'introduzione di derrate alimentari nella Città Eterna, avevano nel frattempo bloccato due acquedotti tra la Via Latina e la Via Appia, ponendovi a guardia non meno di 7 000 guerrieri. Il blocco all'Urbe esercitato dagli Ostrogoti per impedire l'introduzione di derrate in città per prenderla per fame fu efficace, e in prossimità del solstizio d'estate dell'anno 537 popolo e soldati soffrivano di fame e per la peste. Poiché i campi nel frattempo erano diventati maturi, alcuni soldati, a loro rischio e pericolo, avevano furtivamente mietuto le spighe e caricati i giumenti nel corso della notte, per poi venderle a caro prezzo agli opulenti cittadini, mentre i meno facoltosi furono costretti a cibarsi di erbe cresciute entro le mura; e alcuni vendevano salsicce prodotte usando le carni dei muli spentisi nell'Urbe. La popolazione, giunta agli stremi, implorò Belisario di porre fine alle loro sofferenze ingaggiando battaglia con il nemico, giurando che anche loro avrebbero preso le armi e sarebbero scesi in campo. Belisario rispose pregando la popolazione di pazientare ancora per qualche giorno, perché presto sarebbero giunti rinforzi dall'Imperatore Giustiniano nonché le tanto attese derrate alimentari.
Belisario, congedati i Romani dopo averli rassicurati, spedì Procopio di Cesarea a Napoli, dove era giunto un nuovo esercito inviato dall'Imperatore, con l'ordine di caricare moltissime navi di frumento e di trasportare, con i soldati imperiali appena giunti da Costantinopoli e quelli già di stanza nella Campania, tutte le biade a Ostia. Procopio uscì di notte dall'Urbe con la lancia Mundila e pochi cavalieri passando per la porta che prende il nome dell'apostolo Paolo. Quando Mundila tornò a Roma, riferì che Procopio era raggiunto la Campania senza incontrare un nemico, in quanto essi si rinserravano dentro i loro accampamenti durante la notte. Belisario inviò allora l'ordine ai cavalieri di stanza nelle fortezze vicine di fare in modo di ostacolare l'arrivo di vettovaglie negli accampamenti ostrogoti intorno all'Urbe, in maniera tale da far sembrare i Goti quelli maggiormente assediati e non i Romani. Spedì inoltre Martino e Traiano con mille guerrieri a Terracina, mentre inviò la moglie Antonina, protetta da una scorta, a Napoli. Belisario infine affidò la difesa della fortezza di Tivoli ai comandanti Magno e Sintuo, mettendo a loro disposizione cinquecento guerrieri, mentre spedì un reggimento di Eruli condotto da Guntari ad Albano per proteggerla.
Nel frattempo la Basilica di San Paolo fuori le mura, posta a quattordici stadi dalle mura dell'Urbe, venne allagata dal fiume Tevere. Gli Ostrogoti veneravano tanto le basiliche di San Paolo e di San Pietro da guardarsi bene dal violarle e da consentire ai sacerdoti di celebrare le funzioni sacre solite celebrarsi in entrambe. Inoltre Valeriano, per ordine di Belisario, si accampò con tutti gli Unni a sua disposizione nei pressi delle rive del Tevere al fine da garantire ai cavalli un pascolo più libero e di limitare la libertà di movimenti degli Ostrogoti al di fuori dei loro accampamenti; disposte le truppe secondo la volontà di Belisario, Valeriano ritornò nell'Urbe.
I giorni passavano e Belisario continuò a evitare di provocare il nemico in battaglie rischiose, continuando comunque a mantenere la guardia alta, tenendosi pronto a respingere qualunque eventuale assalto alle mura. Nel frattempo Martino e Traiano, usciti di notte per evitare di essere notati e attaccati dagli Ostrogoti, raggiunsero Terracina e inviarono con scorta Antonina in Campania; occuparono inoltre le fortezze adiacenti, usandole per condurre scorrerie improvvise contro i Goti sbandati giunti da quelle parti. Nel frattempo Magno e Sintoe avevano riparato in breve tempo le mura rovinate della fortezza di Tivoli, usandolo per condurre scorrerie improvvise contro i Goti per impedire loro di trasportare le vettovaglie nei loro accampamenti. Tuttavia Sintoe, a causa di una grave ferita alla mano destra riportata in una di queste scorrerie, non fu più in grado di combattere. A causa della tattica di Belisario, i Goti cominciarono a soffrire anch'essi la fame, dato che l'arrivo delle derrate alimentari nei loro accampamenti era ostacolato o impedito dalle scorrerie delle truppe imperiali, e molti perirono. Anche gli Unni comunque soffrirono la fame e la carestia. Nel frattempo a Napoli Procopio, raggiunto successivamente da Antonina, aveva caricato le navi di frumento. Nel frattempo il Vesuvio dava segni di irrequietezza, e sembrava imminente una sua eruzione.

### L'arrivo dei rinforzi e lo stratagemma di Belisario
Nel frattempo arrivavano da Costantinopoli i rinforzi: sbarcarono infatti a Napoli tremila Isauri sotto il comando di Paolo e Conone, a Otranto poi ottocento cavalieri traci capitanati da Giovanni, nipote dal lato di sorella di Vitaliano, ed altri mille sotto gli ordini di Marcenzio e di Alessandro. Tutte queste truppe si riunirono a Ostia e si incamminarono per Roma con nuove scorte di cibo. Era inoltre arrivato a Roma, passando per il Sannio e la via Latina, Zenone con trecento cavalieri. Giovanni, giunto in Campania con i suoi soldati, si unì ai cinquecento già lì, e, provvedutosi di moltissimi carri dalla Calabria, marciò lungo le coste con essi, intendendo usarli come una sorta di vallo, per respingere eventuali attacchi nemici. Comandò inoltre a Paolo e Conone di raggiungerlo con tutte le loro truppe a Ostia via mare. Riempiti i carri di molto frumento ne fece riempire anche le navi con l'aggiunta di vino e di qualunque altro bene primario; intendeva inoltre ricongiungersi con Martino e Traiano nei pressi di Terracina per continuare con loro il cammino, ma, avvicinatosi a quella città, fu informato della loro partenza; erano stati infatti richiamati poco prima a Roma.
Belisario, informato dell'arrivo imminente delle truppe di Giovanni, temette che i Goti, sfruttando la loro superiorità numerica, riuscissero a intercettarle lungo la via e ad annientarle in battaglia; per evitare questa evenienza Belisario escogitò uno stratagemma. All'inizio della guerra Belisario aveva chiuso con un muro di pietre la porta Flaminia, al di fuori della quale vi era un accampamento goto, per migliorare le difese dell'Urbe assediata. Ebbene, Belisario fece abbattere di notte col massimo silenzio quel muro di pietre addossato alla porta mettendovi in ordinanza la maggior parte dell'esercito, ed ai primi albori ordinò a Traiano e Diogene una sortita dalla porta Pinciana con mille cavalieri per assalirne gli steccati con frecce, raccomandando loro di riparare subito dentro le mura a galoppo; dispose inoltre altri soldati nei pressi della porta. I cavalieri di Traiano, in adempimento dell'ordine ricevuto, provocarono così i Goti che però in breve tempo li costrinsero a indietreggiare fuggendo verso la porta Pinciana, inseguiti dai Goti.
Belisario allora aprì la porta Flaminia, attaccandoli inaspettatamente con altre truppe. Vicino a tale porta vi era uno degli accampamenti goti, per raggiungere il quale occorreva superare un'erta di malagevole accesso. Per di più uno dei Goti, vedendo avvicinarsi i Bizantini, chiamò ad alta voce i compagni esortandoli ad occupare quella stretta per difenderla insieme. Nonostante tutto Mundila, uccidendolo, ne rese vani i propositi, e impedì che altri soldati goti facessero lo stesso. Gli imperiali riuscirono dunque ad avvicinarsi agli steccati vicini, e ne tentarono invano l'assalto, nonostante il presidio lasciatovi alla difesa fosse non molto consistente, perché l'accampamento era munito di un'alta fossa e ben murato. Allora il pavesaio bizantino Aquilino, tenendo in briglia il cavallo, spiccò un salto riuscendo a penetrare nell'accampamento e a uccidere alcuni nemici. Tuttavia, circondato dai Goti, bersagliato dalle loro frecce, e, cadutogli per le ferite il cavallo, tentò di fuggire, riuscendo inaspettatamente a tornare colle sue truppe alla porta Pinciana, dove, trovato ancora il nemico alle prese con i Bizantini, cominciò ad attaccarli con frecce, assistito da Traiano e dai suoi cavalieri. I Goti, ingannati dallo stratagemma e assaliti improvvisamente da ogni dove, subirono perdite consistenti, indietreggiando nel loro accampamento. I Goti degli altri accampamenti, vedendo l'esito di questo scontro, si rinchiusero dentro i loro accampamenti non volendo più saperne di rispondere a simili provocazioni.

### Trattative con i Goti
Gli Ostrogoti, nel frattempo, erano stati pesantemente indeboliti dalle sortite degli assediati fuori le mura e dalla pestilenza, perdendo molti uomini. Procopio afferma addirittura che, poiché soffrivano gravemente la fame a causa del mancato arrivo di vettovaglie nei loro accampamenti (ostacolato dalle scorrerie bizantine), i Goti potevano soltanto di nome e di apparenza considerarsi assediatori, ma in realtà, in un certo senso, erano loro gli assediati. Quando furono informati dell'imminente arrivo per terra e per mare dei rinforzi inviati dall'Imperatore, gli Ostrogoti, perdute le speranze di uscirne vincitori dall'assedio, decisero di ricorrere alla diplomazia inviando un romano e due goti in qualità di oratori a Belisario. Questo fu il discorso tra Belisario e gli oratori goti secondo Procopio:
BELISARIO: Sia pure così per rispetto alla forma del colloquio; ma badate bene che il parlar vostro s’addica all’amor della pace ed all’equità.
ORATORI: Operaste iniquamente, o Romani, coll’impugnare le armi contro di noi vostri amici e confederati, ed a provarvelo ci contenteremo di rammentar cose a voi tutti note. I Gotti non vennero al possesso dell’Italia con ispogliarne di forza i Romani. Ben sapete che nei tempi andati Odoacre, tolto di mezzo l’imperatore, si pose alla testa della repubblica mutata da lui in tirannia. Al che Zenone, imperatore dell’Oriente, bramoso in sé stesso di vendicare l’ingiuria dal ribelle fatta al suo collega e di tornare alla libertà questa regione, né da solo potente di abbattere l’usurpatore, persuase a Teudorico signor nostro, il quale faceva grandi apprestamenti per assediarlo entro la stessa Bizanzio, di seco rappattumarsi mercé degli onori già da lui ricevuti, ascrittolo intra’ romani patrizii ed i consolari, e di pigliar le vendette dell’ingiurioso procedere del tiranno verso Augustolo, in premio di che poscia e’ si goderebbe di ottimo diritto unitamente ai Gotti il possesso di queste provincie. A tali condizioni pertanto avuto il regno d’Italia ne conservammo gli statuti e la forma del reggimento con zelo non inferiore a quello di chiunque degli antichi imperatori; né addur potrebbero gli Italiani legge alcuna, vuoi scritta, vuoi altrimenti, di Teuderico o di altro gottico monarca. Disponemmo eziandio per riguardo al culto divino ed alla credenza che i romani sudditi conservassero il tutto nella sua integrità, né v’ha esempio sino ad oggi d’Italiano, il quale di proprio volere o per noi costretto abbia cangiato religione, né di Gotto sottoposto a gastigo comunque per essere passato a quella fede. Tributammo in cambio onori sommi ai romani templi, nessuno avendo fatto unquemai violenza a quanti vi riposero lor salvezza. Eglino finalmente esercitarono tutte le magistrature, né ebbervi mai a compagno uom de’Gotti; e se havvi chi possa incolpare il dir nostro di menzogna prenda qui apertamente a confutarlo. Sotto i Gotti di più non s’interdisse giammai agli Italiani di ricevere ogni anno il consolato dall’imperatore d’Oriente. In onta di tutto ciò voi che non sapeste liberare l’Italia mentre ponevasi a ferro e fuoco da genti dispietate sotto la condotta di Odoacre, il quale malmenolla non meno che per due lustri; voi, ripetiamo, cercate ora disturbarne i legittimi padroni. Uscitene adunque con ogni vostra suppellettile e con tutta la preda.
BELISARIO: Voi prometteste modestia e concisione nel ragionamento, ma siete stati prolissi, e quasi aggiugnerei vanagloriosi. Zenone Augusto in conto veruno commise a Teuderico di guerreggiare Odoacre per lasciarlo quindi signore del regno d’Italia, colla quale determinazione che mai fatto avrebbe se non se passare quelle provincie da uno ad altro tiranno? ma per renderle nuovamente libere e suddite del suo augusto dominio. Il Gotto poi avuta propizia la sorte nell’affidatagli impresa contro il ribelle, a mostrossi quindi più che mediocremente ingrato non restituendo l’Italia cui si competeva. Ora, per dirla come la sento, v’ha l’eguai misura di scelleraggine tanto nel rifiutarsi a restituire di buon grado al vicino i possedimenti suoi, quanto nel rapirglieli di forza. Guardimi il Cielo del resto dal consegnare a chicchessia le terre d’imperiale diritto: che se bramate altra concessione, potete qui proporla.
ORATORI: Viva Iddio che nessuno di voi osa accusare il parlar nostro di menzogna! Del resto per non mostrarti ora d’animo contenzioso vi cederemo la Sicilia, isola cotanto grande, ricca e senza cui sperereste indarno conservare franchi da ogni timore l’Africa.
BELISARIO: E noi concederemo ai Gotti l’intiera Britannia di gran lunga maggiore della Sicilia, ed in altri tempi ligia de’ Romani, essendo giusto il ricambiare co’ proprii benefizii o favori chi meritò di noi.
ORATORI: Non v'accontentereste tampoco al proporvi la Campania, ed anche la stessa Napoli?
BELISARIO: Al tutto che no: addiverremmo colpevoli se disponessimo delle cose d’Augusto senza il consentimento suo.
ORATORI: Ma neppure se a di per noi ci multassimo d’un sacrosanto tributo da mandarsi ogni anno all’imperatore?
BELISARIO: No certamente, limitandosi tutto il poter nostro a guardare i luoghi ricuperati pel legittimo loro padrone.
ORATORI: Or su, ti chiediamo almeno la facoltà di presentarci al tuo signore per combinare seco la somma delle cose; ed in grazia di ciò è uopo stabilire un tempo, durante il quale rimangansi i due eserciti in perfetta tregua.
BELISARIO: Ebbene siavi accordato; né porrò mai ostacolo alle vostre buone intenzioni risguardanti la pace.»
(Procopio, II, 6)
Il discorso terminò qui e i Goti tornarono nei loro campi. Nei giorni successivi fu stabilita una tregua di tre mesi.
Nel frattempo le navi degli Isauri approdarono nel Porto di Roma, e Giovanni con le sue truppe raggiunse Ostia senza trovare opposizioni. Per prevenire un eventuale attacco nemico, gli Isauri decisero di scavare intorno al Porto un'alta fossa e di farvi una continua guardia a turni; similmente le truppe di Giovanni fortificarono il loro accampamento circondandolo con i carri. Belisario li raggiunse nel corso della notte a Ostia con cento cavalieri, raccontando loro l'esito della recente battaglia e della tregua stabilita con i Goti, comandando loro di affidare a lui il carico e di trasferirsi prontamente a Roma, assicurando loro che avrebbe provveduto affinché non incontrassero pericolo di sorta. All'alba Antonina, la moglie di Belisario, convocò i comandanti dell'esercito per deliberare su come trasportare nell'Urbe le vettovaglie portate, impresa certo ardua, non potendo né fare affidamento sui buoi sfiniti per le fatiche precedenti, né essendo sicuro percorrere con i carri le vie anguste, né potendole trasportare su imbarcazioni lungo il Tevero, essendo il fiume insidiato dai presidi goti. Antonina munì i palischelmi di alte tavole in modo da proteggere i condottieri a bordo dalle frecce nemiche, e vi pose arcieri, nocchieri, e tutte le vettovaglie possibili. Sospinti da vento propizio, ma ostacolati lungo le svolte del fiume dalla forte corrente in senso opposto, i palischelmi carichi di vettovaglie navigarono verso Roma lungo il Tevere, mentre gli Isauri, rimasti in grande numero nei pressi del Porto, vegliarono la sicurezza delle navi. I Goti nei loro accampamenti e quelli a presidio della città di Porto si guardarono bene dall'insidiarli, dubitando che sarebbero riusciti a raggiungere la città con le vettovaglie per tale via, e non volendo essere accusati di frode e vanificare la tregua promessa da Belisario ma non ancora raggiunta. I Bizantini riuscirono dunque a trasportare a Roma tutto il carico delle navi, quando era già giunto il solstizio d'inverno dell'anno 537. Il resto delle truppe entrò a Roma, ad eccezione di Paolo, rimasto con un reggimento di Isauri a presidiare Ostia.
Furono poi consegnati gli ostaggi da ambedue le parti (dai Bizantini Zenone, dai Goti Ulia) e sancita una tregua di tre mesi. Nel frattempo tornarono gli ambasciatori da Costantinopoli con gli ordini dell'Imperatore Giustiniano, che stabilì che, se una delle parti in questo intervallo osasse provocare l'altra con oltraggi, non si dovesse per questo impedire agli inviati di fare ritorno presso la gente loro; e così gli oratori dei Goti, accompagnati da scorta bizantina, si avviarono per Costantinopoli. Nel frattempo il genero di Antonina, Ildigero, arrivò dall'Africa conducendo un grande numero di cavalieri, e i Goti di presidio nella fortezza di Porto, sprovvisti di annona, perché i Bizantini bloccarono ogni possibilità ai Goti di trasportare vettovaglie nella fortezza via mare, ottennero da Vitige il permesso di abbandonare la fortezza e di tornare nei propri accampamenti. Dopo l'abbandono di Porto da parte dei Goti, vi entrò il generale bizantino Paolo con gli Isauri di stanza a Ostia. Sempre per mancanza di cibo, i Goti abbandonarono Centumcellae, città marittima della Tuscia lontana 280 stadi da Roma, come anche la città di Albano, prontamente occupate dai Bizantini. Vitige, furioso, inviò oratori a Belisario, accusandolo di aver violato la tregua, con l'occupazione di Porto, Centumcellae e Albano; ma il comandante bizantino li congedò con ironico riso chiamando vano pretesto le loro lamentele.

### Diversivo di Giovanni
Nel frattempo, Belisario, vedendo Roma abbondante di truppe, ne mandò parte nei dintorni dell'Urbe a qualche distanza dalle mura, e spedì Giovanni, figlio della sorella di Vitaliano, a svernare con gli ottocento cavalieri sotto il suo comando nei pressi di Alba, città del Piceno; e ve ne aggiunse altri quattrocento di quelli sotto Valeriano, aventi a capo Damiano (nipote da parte di sorella di Valeriano), e ottocento suoi pavesai, sotto il comando di Sutan e Abigan, ordinando loro di obbedire a ogni ordine di Giovanni. Belisario raccomandò inoltre a Giovanni di rimanersi tranquillo fintanto il nemico sarebbe rimasto ligio agli accordi; in caso contrario avrebbe dovuto invadere improvvisamente e rapidamente con tutte le truppe l'agro Piceno, approfittando del fatto che i Goti, avendo concentrato tutti i loro reggimenti nell'assedio dell'Urbe, avessero sguarnito la regione di truppe. Belisario inoltre raccomandò a Giovanni di assediare e di espugnare qualunque centro fortificato incontrato lungo la via, per prevenire eventuali attacchi alle spalle da parte dei centri fortificati rimasti inespugnati. Dopo aver dato queste istruzioni a Giovanni, lo fece partire con le sue truppe.
Nel frattempo, Dazio, vescovo di Milano, e alcuni suoi concittadini venuti a Roma, chiesero a Belisario di inviare nell'Italia Settentrionale alcuni reggimenti, in modo da sottrarre ai Goti e restituire all'Imperatore non solo Milano, ma anche l'intera Liguria. Belisario promise loro aiuti, e passò a Roma l'inverno.
Nel frattempo un romano di nome Presidio residente a Ravenna, guardato con sospetto dai Goti, con il pretesto di una battuta di caccia, aveva lasciato Ravenna, portando con sé, di tutti i suoi oggetti preziosi, soltanto due pugnali con guaine adorne di molto oro e gemme. Arrivato a Spoleto, prima di entrarvi con il seguito, si avviò a un tempio fuori dalle mura. Costantino, di stanza a Spoleto, lo chiamò a giudizio facendosi cedere entrambi i pugnali, mandandovi a tale scopo Massenziolo suo pavesaio. Presidio reagì recandosi a Roma per presentare ricorso a Belisario; nel frattempo anche Costantino riparò nell'Urbe, essendo stato informato dagli esploratori dell'avvicinarsi dell'esercito nemico. Fintanto l'Urbe sopportava i rigori dell'assedio e gli affari imperiali erano avvolti nell'incertezza e nella confusione Presidio tacque, ma non appena visto gli oratori gotici calcare la via di Bisanzio, Presidio cominciò frequentemente a vedersi con Belisario per rammentargli il torto sofferto e pregandolo di rendergli giustizia; Belisario rimproverò allora Costantino, pregandogli di restituire il maltolto per purgarsi dall'azione iniqua commessa, ma invano. Un giorno Presidio, imbattutosi in Belisario mentre questi cavalcava nel Foro, prese le redini del cavallo e gli chiese ad alta voce se gli statuti imperiali prevedessero che un disertore dei Barbari, venuto supplichevole con buone intenzioni, fosse per strada spogliato violentemente di tutto quanto avesse con sé. Tutti coloro nelle vicinanze gli imposero minacciosi di ritrarre la mano dalle redini, ma non le abbandonò finché non si fosse fatto promettere da Belisario che sarebbe tornato in possesso delle sue armi.
Il giorno dopo, dunque, Belisario, convocati in una camera del palazzo imperiale Costantino e molti altri comandanti e riepilogato quanto era avvenuto il giorno precedente, esortò il reo alla restituzione dei pugnali. Costantino si rifiutò dichiarando di preferire il gettarli mille volte nel Tevere, piuttosto che restituirli al legittimo proprietario. Belisario, irritato, gli rammentò di essergli subordinato e comandò l'intervento delle sue guardie. All'entrata delle guardie, Costantino, temendo che lo volessero uccidere, attentò alla vita di Belisario tentando di ucciderlo con una spada, ma senza riuscirci. Valentino e Ildigero, allora, lo trattennero, prendendolo per la destra l'uno e per la sinistra l'altro, mentre le lance levarono di forza dalla mano dell'assalitore la spada, e non molto tempo dopo, per ordine di Belisario lo uccisero.
Poco tempo dopo, i Goti fecero un ultimo tentativo di espugnare l'Urbe: calarono alcuni soldati in un acquedotto prosciugato all'inizio della guerra, i quali con lumi e fiaccole in mano procedettero lungo l'acquedotto alla ricerca di un'entrata nell'Urbe. Tuttavia, per tale apertura, non distante dalla Porta Pinciana, una delle guardie a presidio della suddetta Porta, insospettitosi al vedere l'insolito chiarore, riferì tutto ai compagni, ma essi congetturarono che si fosse trattato di un lupo. Nel frattempo i Goti non poterono procedere oltre a causa di un ostacolo piazzato da Belisario per precauzione all'inizio dell'assedio; essi, dunque, dopo aver estratto una pietra, decisero di tornare indietro e di riferire tutto a Vitige, mostrandogli la pietra che mostrava indicazioni precise del luogo dov'essa giaceva. Il giorno successivo, avendo Belisario sentito il discorso tra le guardie riguardante il sospetto del lupo, il condottiero comandò che i guerrieri più coraggiosi dell'esercito, con la sua lancia Diogene, si intrufolassero nell'acquedotto per eseguirvi prontamente diligentissime ricerche. Essi riscontrarono nell'acquedotto le gocciolature delle lucerne, le smoccolature delle fiaccole e anche il luogo dove i Goti avevano estratto la pietra; essi dunque, tornati indietro, riferirono tutto a Belisario, il quale, per tutta risposta, guernì l'acquedotto di valenti guerrieri.
I Goti, nel frattempo, avevano deciso di assalire apertamente le mura, e, scelta l'ora del pranzo, si diressero verso la porta Pinciana cogliendo di sprovvista gli assediati. Muniti di scale e fuoco, tutti ricolmi di speranza che avrebbero espugnato l'Urbe già al primo assalto, assalirono le mura, venendo tuttavia respinti da Ildigero e dai suoi uomini. I Romani, informati dell'attacco, accorsero da ogni parte a respingere gli assalitori, e i Goti retrocedettero nei loro accampamenti. Vitige tentò allora di sfruttare il fatto che gli antichi Romani, fidandosi delle difese naturali già fornite dal Tevere, avevano fabbricato con tanta negligenza le mura che esse erano molto basse e del tutto prive di torri. Vitige allora istigò con denaro due Romani domiciliati nei pressi della chiesa dell'apostolo Pietro a visitare di notte, portando un otre piena di vino, i custodi là di stanza, simulando amicizia; essi avrebbero dovuto versare nel bicchiere di vino dei custodi del sonnifero. Non appena le guardie fossero vinte dal sonno,  dall'opposta riva del Tevere i Goti avrebbero dovuto oltrepassare il Tevere per poi, muniti di scale, scalare le mura. Tuttavia, uno dei romani corrotti da Vitige con denaro avvisò della trama ordita Belisario, che dunque fece torturare l'altro romano corrotto, il quale confessò e tirò fuori il narcotico avuto da Vitige. Belisario, per punire il tradimento, gli fece tagliare il naso e le orecchie, e lo mandò in groppa a un asino presso l'accampamento nemico per informare i Goti del fallimento del loro piano.
Nel frattempo Belisario aveva scritto a Giovanni comandandogli di devastare il Piceno e di ridurre in schiavitù la prole e le mogli dei Goti con i suoi duemila cavalieri. Giovanni eseguì prontamente gli ordini ricevuti, devastando con successo il Piceno e annientando un esercito goto condotto da Uliteo, zio del re Vitige. Tuttavia, non rispettò l'ordine ricevuto da Belisario di espugnare tutte le città fortificate lungo il cammino (in modo da non lasciarsi eserciti ostili alle spalle). Evitò di assediare e di espugnare i centri fortificati di Osimo e Urbino, puntando direttamente su Rimini, distante da Ravenna un giorno di viaggio. La guarnigione di Rimini, alla notizia della marcia di Giovanni, fuggì celermente a Ravenna, permettendo così a Giovanni di occupare la città senza nemmeno combattere. A Rimini Giovanni ricevette un messaggero inviatogli in segreto da Matasunta, moglie del re Vitige, che gli chiese di sposarla.
Secondo Procopio di Cesarea Giovanni occupò Rimini lasciandosi alle spalle le guarnigioni nemiche di Osimo e di Urbino, non perché avesse dimenticato gli ordini di Belisario o fosse diventato sconsideratamente audace, ma perché riteneva, e i fatti confermarono la sua supposizione, che i Goti, alla notizia dell'esercito bizantino nelle vicinanze di Ravenna, avrebbero levato l'assedio dell'Urbe per accorrere in difesa di Ravenna. Alla fine la tattica di Giovanni funzionò: i Goti, infatti, non appena furono informati della caduta di Rimini in mano di Giovanni, patendo di gravi carenze di vettovaglie e prossimi alla fine dell'armistizio trimestrale, levarono l'assedio dell'Urbe. Si era già in prossimità dell'equinozio di Primavera dell'anno 538 quando i Goti, bruciate per intero le proprie trincee, batterono la ritirata all'alba dopo un anno e nove giorni di assedio. Gli Imperiali, vedutane la fuga, erano divisi su come reagire a quel frangente, poiché Belisario aveva spedito molti cavalieri fuori dalle mura, che non potevano competere alle molto superiori numericamente truppe nemiche. Belisario fece armare fanti e cavalieri, e, non appena oltre la metà dei Goti ebbe valicato il Ponte, uscì dalla Porta Pinciana con l'esercito. Nella battaglia che seguì entrambe le parti ebbero pesanti perdite. Volendo ciascuno essere il primo a valicare il ponte, si affollarono in spazi angustissimi, venendo uccisi dalle armi dei propri commilitoni e da quelle delle truppe nemiche, senza contare i molti che dal ponte cadevano giù nel Tevere. Il resto dei Goti raggiunse precipitosamente coloro che avevano già oltrepassato il ponte. In quella battaglia si distinsero l'isauro Longino e Mundila, astati di Belisario. L'ultimo riuscì a tornare sano e salvo dopo aver ucciso quattro Goti in singolare tenzone, mentre il primo, a cui Procopio ascrive il merito della fuga dei Goti, perì nel corso dello scontro.